# Coenraad Frederik Stork

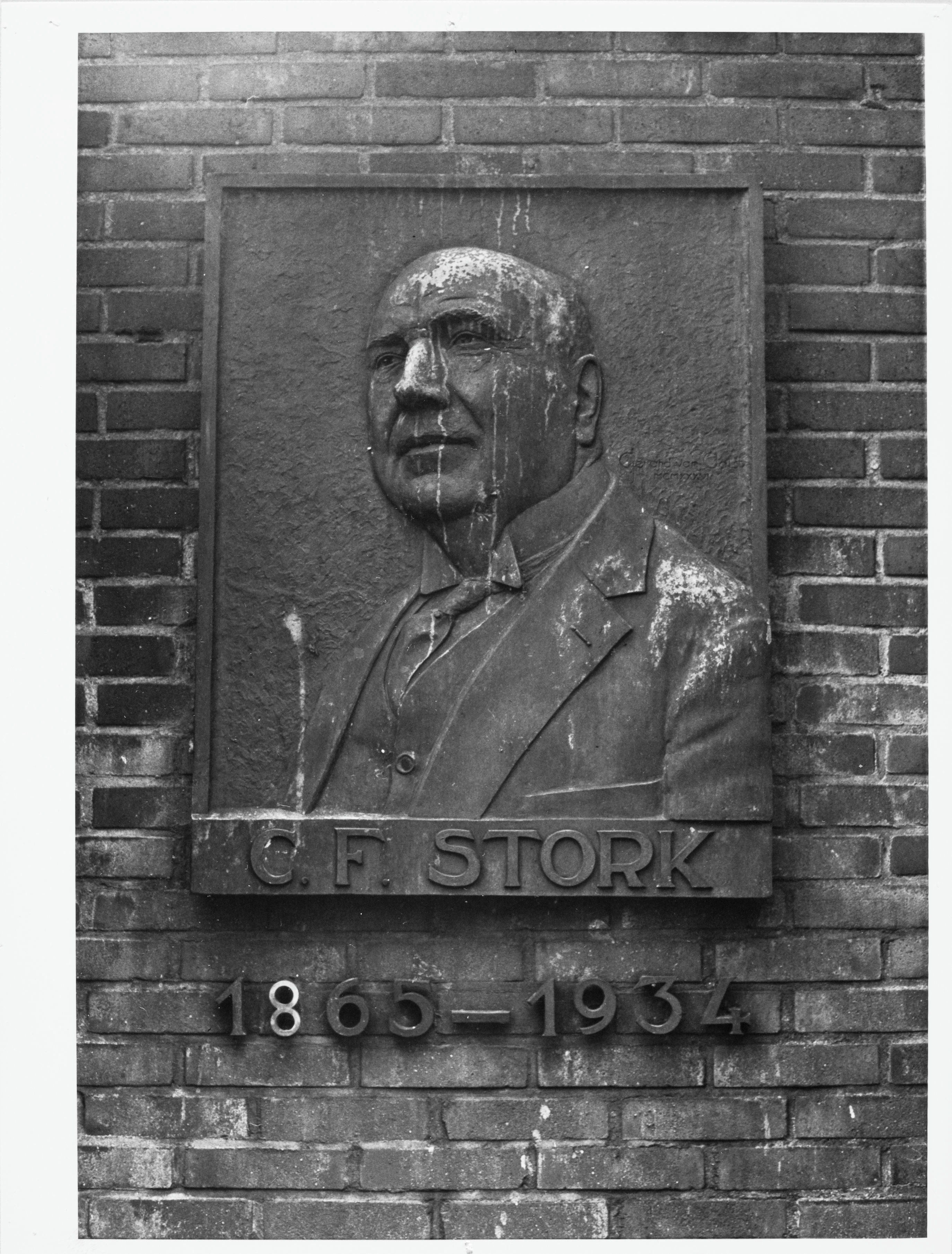
Plaquette ter nagedachtenis aan Coenraad F. Stork

Coenraad Frederik Stork (Oldenzaal, 6 februari 1865 – Losser, 18 juli 1934) was een Nederlands ondernemer en filantroop.  Als directeur van de Machinefabriek Gebr. Stork & Co. in Hengelo was hij een drijvende kracht achter de groei van het bedrijf.  Hij ontwikkelde ook sociale en culturele initiatieven om de kwaliteit van leven en werk van zijn personeel en de bredere bevolking van Hengelo te verbeteren. Het fabrieksonderwijs had dan ook zijn bijzondere aandacht. Voor hem was het een middel om een brug te slaan tussen wetenschappelijke theorie en de praktijk van de werkvloer. De naam van `Meneer Coen' is onder andere verbonden met de Hengelose modelwijk Tuindorp 't Lansink, de oprichting van een industrieschool (de Wilhelminaschool) en een openbare leeszaal.

## Biografie
Coenraad Stork was de zoon van Charles Theodorus Stork, de oprichter van het bedrijf Stork,  en Alida Philippina Johanna Reincke de Sitter. Hij studeerde van 1885 tot 1888 werktuigbouwkunde aan de Polytechnische School te Delft, en studeerde af als werktuigkundig ingenieur. Op 1 september 1888 trad hij in dienst bij de Hengelose vestiging van het familiebedrijf. Om zich te verdiepen in de techniek van suikerproductie (Stork had de machinerie geleverd voor een suikerfabriek in Nederlands-Indië) maakte hij een twee jaar durende reis naar suikerproducerende landen zoals Engels West-Indië, Suriname, Cuba, Mexico, Noord-Amerika en Japan. Hij verbleef ook langere tijd op Java. In 1892 kreeg hij de technische leiding van de fabriek en een jaar later werd hij firmant. 
Na het overlijden van Charles Stork in 1895 kreeg Coenraad Stork met zijn twee broers de algehele leiding over de fabriek. In de veertig jaar dat hij met zijn broers aan het hoofd stond van Stork maakte het bedrijf een enorme groei door. Coenraad Stork was daarbij verantwoordelijk voor de technische innovatie. Vaak trad hij zelf in contact met buitenlandse ondernemers of uitvinders om licenties te verwerven. Hij was bovendien in 1921 de initiatiefnemer voor de oprichting van de veiligheidscommissie.  

## Te goed vertrouwen in de toekomst
Aan de opbouw en uitbouw van wat zijn vader in beweging had gezet, werkte C.F. Stork net als zijn broers met hart en ziel. De grote depressie van de jaren dertig trof hem diep. Bij de onthulling van het monument voor D.W. Stork in 1931 zag hij terug op een directievoorstel uit 1915 om besparingen op het loon, uit voorzorg ingevoerd bij het uitbreken van de Eerste Wereldoorlog, om te zetten in een werkloosheidsfonds. De Kern (een vertegenwoordiging uit het personeel voor overleg met de directie) wees dat destijds af.
De machinefabriek wankelde. Bovendien ging de afwaardering van de aandelen in 1933 gepaard met onenigheid binnen de familie, die de waarde van haar aandelen in de fabriek nu voor driekwart zag verdampen. Voor C.F. Stork lijkt het te veel te zijn geweest. Tijdens een directievergadering kreeg hij een hartaanval die hij niet meer te boven kwam. Hij stierf in het harnas, op 18 juli 1934. De genegenheid die het personeel voor hem voelde blijkt o.a. uit een collecte ter gelegenheid van zijn begrafenis.

## Filantropie
De Hengelose industriëlen deden het hunne om het culturele en muzikale leven in hun dorp tot ontwikkeling te brengen.  Coenraad Stork is de geschiedenis ingegaan als de man van Tuindorp 't Lansink, een modelwijk in Hengelo voor werknemers van Stork waarvoor de plannen al door zijn vader waren ontwikkeld. 
Minder bekend is hoe hij zijn leven lang alles in het werk stelde om de bevolking van Hengelo te stimuleren in hun muzikale en culturele ontwikkeling. Het Vereenigingsgebouw was door de firma Gebr. Stork geschonken, maar het was met name Coenraad Stork die inhoud gaf aan alles wat in het gebouw gebeurde. Met zijn vrouw Heleen Waller deelde hij een grote passie voor kunst en literatuur en trachtte die liefde over te brengen op de burgerij. Hij was de motor achter de leeszaal annex bibliotheek die in het Vereenigingsgebouw werd ingericht en die later dankzij een gift van het echtpaar een zelfstandig leven ging leiden. Hij startte een programma van voordrachten, 'de Leesavond' waaraan hij dertig jaar lang zijn persoonlijke medewerking verleende door het geven van lezingen, te beginnen vanaf 1899 met het onderwerp 'Reisindrukken uit Zwitserland'. In de wintermaanden hield de Leesavond elke veertien dagen een bijeenkomst, waar als sprekers leden der directie, beambten der fabriek en onderwijzers van de fabrieksschool verhandelingen hielden over allerhande actuele of populair-wetenschappelijke onderwerpen. Personeelsleden van de machinefabriek en van de firma Dikkers hadden tien cent contributie per week toegang en de gemiddelde leesavond trok gemiddeld honderdvijftig tot tweehonderd bezoekers, voornamelijk werkvolk. Daarnaast was hij de stuwende kracht in het beschermheerschap van Armonia, wat voor hem meer was dan een erefunctie. Het door hem en zijn vrouw in 1917 opgerichte Stork-Wallerfonds draagt bij voor het organiseren van vele concerten. 
Ook was hij betrokken bij de oprichting van de Wilhelminaschool in Hengelo in 1918, een zogenaamde industrieschool waar jongens werden opgeleid om later bij Stork te kunnen werken, 

## Plaquette
Op 22 mei 1937 is op het naar zijn vader genoemde C.T. Storkplein een plaquette voor Coenraad Stork onthuld. Bij Na veel verplaatsingen is de door Gerard van Aalst ontworpen plaquette in 2006 geplaatst in het monument dat toen werd onthuld ter herdenking van de bouw van het Tuindorp.